# Rachel Akerman
Rachel Akerman (* ca. 1522; † 1544) war eine österreichisch-jüdische Dichterin. Sie gilt als eine der ersten jüdischen Frauen, die deutschsprachige Gedichte verfasst haben. 

## Leben
Rachel Akerman wurde wahrscheinlich 1522 in Wien geboren.
Sie soll die Tochter eines sehr reichen Mannes in Wien gewesen sein.
Von Jugend an soll sie große Talente für die Literatur gezeigt haben und von den besten Lehrern in Griechisch und Latein unterrichtet worden sein.
Sie soll viele Gedichte zu ihrem Vergnügen verfasst haben, darunter auch das Gedicht mit dem Titel „Geheimniß des Hofes“, in welchem sie die Intrigen auf eine solche Art geschildert haben soll, sodass das Gedicht bald verboten wurde und sie mitsamt ihrem Vater Wien verlassen musste. 
Auf dieser Reise nach Danzig soll sie 1544 in Iglau, Mähren gestorben sein.